# Benton Township (comté de Daviess, Missouri)
Pour les articles homonymes, voir Benton Township.
Benton Township est un township du comté de Daviess dans le Missouri, aux États-Unis,.
Il est baptisé en référence à Thomas Hart Benton, un homme politique.

### Source de la traduction
- (en) Cet article est partiellement ou en totalité issu de l’article de Wikipédia en anglais intitulé « Benton Township, Daviess County, Missouri » (voir la liste des auteurs).